# Los aztecas bajo el dominio español
Los aztecas bajo el dominio español es un tema que abarca el período comprendido del año 1521 hasta 1759, desde la llegada de Hernán Cortés hasta la consolidación de las reformas borbónicas. Abarca los respectivos cambios sociales, económicos y religiosos a los que los indígenas estuvieron sometidos, como la introducción de la religión católica, y la forma de organización dado el establecimiento permanente de los españoles.

## La llegada y la conquista
Moctezuma trató de evitar a toda costa que los conquistadores llegaran a la ciudad principal de Tenochtitlan, enviando sabios para dialogar y regalos; al ver que éstos no detenían su avance, Moctezuma pensó en huir de la ciudad ante la inevitable llegada de seres divinos y por miedo a que la ciudad cayera a manos del dios Quetzalcóatl, que llegaba a reclamar su tierra. Los aztecas, al enterarse de que los sabios sacerdotes habían fallado en convencer a los conquistadores de retirarse, asesinaron a Moctezuma apedreándolo debido a la cobardía que mostró ante ellos.
Tras dos años de lucha, Tenochtitlan se rindió el 13 de agosto de 1521 a manos de Hernán Cortés. Tres años después llegaron a la capital azteca los primeros 12 franciscanos enviados por el papa y la corona española para convertir a los indígenas al cristianismo. Hernán Cortes organizó una serie de conversaciones entre los doce misioneros y los representantes de las autoridades indígenas. Los franciscanos trataron de explicar el sentido de su misión y comenzaron a exponer las normas de la fe católica; mientras que los indígenas explicaron el sentido de sus creencias. Esta discusión se sostuvo durante días, hasta que los representantes indígenas se sometieran a los argumentos de los monjes y aceptaran el bautismo.p.10
Los controversiales textos en náhuatl y español fueron preparados para sus publicaciones por el cronista franciscano Bernardino de Sahagún en 1564, pero éstos fueron censurados y hechos desaparecer desde los archivos secretos del Vaticano.p.77
Las órdenes de la corona española fueron llevadas a cabo durante la evangelización de la Nueva España, desempeñadas principalmente por los frailes de San Francisco. Los “esclavistas” adoptaron la causa indígena y muy a menudo estuvieron en contra de las autoridades españolas "trabajando con Dios y no para España". Los frailes desarrollaron un acercamiento apostólico basado en el respeto de la cultura indígena al tiempo que predican la palabra de Dios en náhuatl, otomí o alguna otra lengua indígena. Ante esta táctica, los indígenas empezaron a aceptar a este nuevo Dios y esta nueva religión creada a partir de un sincretismo religioso que mezclaba aspectos de ambas, ejemplificado con la creación de iglesias con las piedras de los santuarios prehispánicos.

## Un nuevo dios
Moctezuma pensó que enviando sabios mensajeros podría detener a los invasores, convenciéndolos y haciéndolos desistir de tomar el control. Los métodos de Cortés son bien conocidos gracias sus escritos y a la narración del conquistador español Bernal Díaz del Castillo. Siempre que Cortés entraba en contacto con algún pueblo nuevo de indígenas, convocaba a los jefes y a los principales caciques del lugar y les exteriorizaba el propósito de su llegada: se presentaban como enviados del emperador Carlos V y les prometían una mancomunidad a cambio de su conversión al cristianismo; después, con ayuda de sus intérpretes, les explicaba la doctrina cristiana, pidiéndoles que renunciaran a sus antiguos dioses y a las prácticas sacrificiales; se levantaba una cruz y se impartía una misa por uno de los doce franciscanos en presencia de todos los indígenas.
Después de los regalos que recibía por parte de los nativos de todas las ciudades que se visitaban, Cortés quiso enviar un regalo y llamó a Jerónimo de Aguilar, intérprete, conquistador y fraile, para que este les enseñara las leyes de Dios. Pasaron de pueblo en pueblo con el mismo protocolo hasta llegar a la capital mexica, Tenochtitlan. Los españoles recibían la cantidad de oro que quisieran, ya que los gobernadores o reyes indígenas estaban sometidos ante los conquistadores y, aunque no todos los veían de buena manera, lo cumplían porque era parte de su religiosidad.p.9
Los indígenas ofrecían a Cortés y a su ejército regalos con motivo de su “alianza”. Entre estos regalos se encontraban mujeres, como Malinali Tenépatl, "la Malinche" (que serviría a Cortés de intérprete y desempeñaría un papel principal en la Conquista de los pueblos indígenas), en total regalaron 328 mujeres “concedidas” por los caciques de los pueblos; a todas las mujeres se les hacía bautizar y luego las casaban oficialmente con los lugartenientes.p. 18
Gracias a la costumbre indígena de regalar mujeres se dio uno de los secretos más íntimos de Cortés, el hijo mestizo que tuvo con Malintzin, a pesar de estar en contra del mestizaje.p. 15 Al tiempo, Cortés comprendió que los indígenas tenían muy arraigadas sus creencias religiosas en su entelequia.
Los dirigentes del Estado tlaxcalteca objetaron:
“¿Cómo quieres que dejemos nuestros teules, que desde muchos años nuestros antepasados tiene por dioses y les han adorado y sacrificado? Ya que nosotros, que somos viejos, por complacerte los quisiésemos hacer, ¿Qué dirían todos nuestros papas y todos los vecinos y mozos y niños de esta provincia, sino levantase contra nosotros? Especialmente, que los papas han ya hablado con nuestro teul el mayor, u les respondieron que no los olvidásemos en sacrificios de hombres y en todo lo que de antes solíamos hacer; si no, que toda esta provincia destruirían con hambres, pestilencia y guerras.11 Ibid,. P133 (cap. LXXVII).
A Cortés le gustaban este tipo de situaciones y recurría a la dramaturgia, imaginaba este encuentro entre los antiguos jefes aztecas y los doce franciscanos enviados por el papa, el aspecto solemne de la reunión, el protocolo jerárquico y el uso de la palabra como arma de persuasión. Cortés y los predicadores, con su talento oratorio, obtuvieron el triunfo del cristianismo ante el politeísmo mexica, gracias a su filosofía de comprender a los indígenas antes de actuar.

## El argumento del politeísmo
Los aztecas trataban de atraer aquellas fuerzas naturales favorables a la existencia humana y de rechazar las que le eran perjudiciales.p26
La religión azteca no tenía un Liberador ni un Paraíso o un Tártaro para condecorar o escarmentar las consecuencias de la conducta humana. El culto azteca radicaba en el ofrecimiento de bienes, oraciones y actos penitenciales para inducir el favor de los poderes divinos, quienes simbolizaban a la naturaleza. Descubrir el ritmo ineludible de los acontecimientos naturales era la forma de asegurar la supervivencia del grupo. Lo anterior llevó a la integración de un complejo culto politeísta.p. 94
Los aztecas desarrollaron un concepto de relación entre las fuerzas sobrenaturales y el Universo, este último imaginado con un sentido más místico que geográfico, dividido en zonas religiosas. Los muertos podían ir a uno de estos mundos, pero la conducta de su vida no destinaba su última morada después de la muerte; más bien, era definida por el tipo de muerte que le acontecía.
De esta forma, aun cuando los sacerdotes tenochcas procuraran reunir en un solo concepto los diversos dioses de cada una de las tribus y sintetizarlos en un solo poder, el pueblo no admitía que el Dios local estuviera sujeto a otro, ni que fuera solamente una advocación de un ser superior.p. 86
Se admitía la existencia y el culto a otros dioses, se buscaba una causa única, de la que dependieran las otras, y un dios único que estuviera por encima de las demás divinidades, como éstas estaban por encima del hombre.p. 91
El primer golpe de los predicadores fue contra el politeísmo, la concepción filosófica e histórica de los aztecas, donde los dioses funcionaban como intermediarios, agentes del funcionamiento del mundo, con una vocación conservatoria. Aprovechando las tradiciones indígenas, los españoles tomaron la idea de que los vencedores no deberían eliminar las creencias de los vencidos, sino que deberían ser asimiladas y así convertir la historia a su conveniencia.p. 92
Los evangelizadores no soportaban la idea de que los indígenas adoraran estatuas de piedra y de madera con una negrura y una suciedad extremas.p.97

## El sacrificio humano
Los frailes, horrorizados ante el sacrificio, ya que va en contra del quinto mandamiento de Dios, según el cristianismo, alegaban que no había justificación religiosa para semejante acto calificado de monstruoso y además acrecentaba la idea de que era una conspiración diabólica. Este sacrificio era cruel, a manera de que la víctima era un cautivo de guerra, se le colocaba de espaldas en una piedra (una losa de un metro de altura levantada verticalmente), con la cabeza hacia atrás, casi tocando el suelo y el pecho hacia el cielo; el sacerdote le abría el pecho con un cuchillo de pedernal, mientras los ayudantes sostenían sus miembros, hundía la mano en las entrañas de la víctima; sosteniendo el corazón cortaba la aorta, la vena cava y la arteria pulmonar con la hoja del pedernal y arrancaba el todavía palpitante órgano.p. 92

## La superioridad del Dios cristiano
Los doce predicadores, teólogos y doctos identificaron que el punto común a explotar de las creencias religiosas indígenas era la dimensión espiritual, bajo el argumento de que: “Toda autoridad viene de Dios”p. 210
“Todo procede y viene del sumo Dios, porque el Emperador que nos lo da (como mayor Señor de la tierra) lo tiene concedido y dado del mismo Dios; este poder, empero, que alcanzamos lo tenemos limitada, que no se extiende más que hasta los cuerpos y haciendas de los hombres, y a lo exterior y visible que se ve y parece en este mundo perecedero y corruptible. Mas el poder que estos (aunque pobres) tiene es sobre las animas inmortales, que cada una de ellas es de mayor precio y estima que cuanto hay en el mundo, aunque sea oro o plata o piedras preciosas. Porque tiene poder concedido por Dios.8Mendieta, op. Cit., p.212 (lib.
III, cap. XII).p. 99
Las investigaciones recientes  nos indican que el cambio de religión de los indígenas estuvo más fuertemente ligado a los mestizos, que no sabían si debían pelear por las costumbres de sus antepasados o adoptar el cristianismo.p.41

## Cartas de relación

### Primera carta de relación
La primera carta de relación de la justicia y regimiento de la Villa Rica de la Vera Cruz a la reina doña Juana y a su hijo el emperador Carlos V, fue firmada el 10 de julio de 1519.
La carta describe las expediciones de Francisco Hernández de Córdoba y de Juan de Grijalva como antecedentes a la expedición de Hernán Cortés, de la cual se describen los hechos ocurridos en Cuba, Cozumel, la batalla de Centla y el arribo a San Juan de Ulúa.
En la carta se describen la florata y la fauna de las tierras visitadas, se reportan de forma destacada los sacrificios humanos que realizaban los nativos. Pero, como punto principal, se reporta la instauración del Cabildo de la Villa Rica de la Vera Cruz y el nombramiento de Hernán Cortés como "Capitán General y Justicia Mayor", se suplica al rey no otorgar el nombramiento de Adelantado o Gobernador al Teniente de Almirante Diego Velázquez de Cuéllar. La carta fue firmada por el concejo y llevada por Francisco de Montejo y Alonso Hernández Portocarrero al rey Carlos I; al realizar una escala en la isla de Cuba, la noticia llegó a Diego Velázquez de Cuéllar quien denunció la rebeldía y desacato de Hernán Cortés. Junto a la carta se entregó el Quinto del Rey y además de las piezas de oro, plumas exóticas, y pieles se destacan dos libros mayas, el Códice Troano y el Códice Cortesano conocidos bajo el nombre de Códice de Madrid.

### Segunda carta de relación
La Segunda carta de relación de Cortés a Carlos V fue firmada en Segura de la Frontera el 30 de octubre de 1520.
Después de 15 meses, Cortés vuelve a reportarse, en primera instancia se disculpa por el tiempo transcurrido sin escribir, reporta el hundimiento premeditado de las naves para evitar deserciones de los seguidores de Velázquez. Describe las riquezas del Estado de Culúa (estado mexica), cuyo sometimiento a favor de la corona española es el objetivo principal de Cortés. Reporta la excursión enviada por Francisco de Garay, la alianza con los totonacas, las batallas y posterior alianza con los tlaxcaltecas, describe la matanza de Cholula como una acción militar preventiva, la entrada y recepción a México-Tenochtitlan, la batalla de Nautla, la sentencia de Cuauhpopoca, el arresto de Moctezuma Xocoyotzin y el intento de levantamiento de Cacama; además de una breve descripción de la sociedad de Tenochtitlan, el mercado o tianguis, los alimentos y algunas costumbres de los mexicas. Cortés, describe enfáticamente lo sucedido con la expedición y encuentro de las fuerzas comandadas por Pánfilo de Narváez, justificando desde su particular punto de vista sus acciones al respecto y refrendando su lealtad a la corona española. Para terminar, describe la matanza del Templo Mayor, la muerte del huey tlatoani Moctezuma Xocoytzin, los hechos previos al episodio conocido como la Noche Triste, la batalla de Otumba, las campañas de la zona del río Pánuco y la fundación de Segura de la Frontera; al despedirse solicita la autorización oficial para nombrar a los territorios como "Nueva España",

### Tercera carta de relación
La Tercera carta de relación de Hernán Cortés a Carlos V fue firmada en Coyoacán el 15 de mayo de 1522.
Para esta fecha ya se había concluido la conquista de Tenochtitlan, Cortés recuerda nuevamente la batalla de Otumba, la forma de reorganizarse para emprender poco a poco el cerco de la ciudad, describe la construcción de los bergantines para el asalto anfibio y el traslado de los mismos al Lago de Texcoco con la ayuda de tamemes de sus aliados tlaxcaltecas. Como si fuera un parte de guerra, se detalla la distribución de las fuerzas militares lideradas por cada uno de sus capitanes en el sitio de Tenochtitlan.
La descripción de las batallas es extensa, se destacan las acciones de Gonzalo de Sandoval y Pedro de Alvarado. Cortés describe cómo casi pierde la vida cuando fue capturado en una escaramuza en la ciudad de Tenochtitlan y cómo es salvado por Cristóbal de Guzmán, quien por realizar la acción cae prisionero de los mexicas y es sacrificado más tarde. La historia de las acciones bélicas termina con la narración de la toma de Tlatelolco y de la captura de Cuauhtémoc por el soldado García Holguín.
También se reporta la tercera expedición personal del gobernador de Jamaica, Francisco de Garay, y su encuentro, así como la llegada del Veedor de la isla La Española Cristóbal de Tapia. Cortés reportó también las acciones de Antonio de Villafaña natural de Zamora, quien por ser fiel a Velázquez había intentado asesinarlo, y de esta manera justifica su sentencia y condena a muerte.
La carta fue firmada por Julián de Alderete, Alonso de Grado y Bernardino Vázquez de Tapia,  llevada junto con el Quinto del Rey por Alonso de Ávila y Antonio Quiñones; los tesoros nunca llegaron a España, pues el navío en que viajaban fue atacado y capturado por el corsario francés Jean Fleury en las cercanías de las islas Azores.
Este proceso de transición del gobierno tlatoque al de gobernadores sugiere que así fue como los españoles comenzaron a tomar posesión completa sobre los indígenas. Diversos textos nos sugieren que sin ayuda indígena jamás habrían podido revocarlos al cien por ciento.p. 63

## Tributos y finanzas de los pueblos
La llegada de los españoles causó a los mexicas gran impresión y curiosidad, ya que creían que se trataba del dios Quetzalcóatl, que regresaba a reclamar su tierra. Desde ese momento, Moctezuma temió que nuevos individuos llegaran a la gran ciudad de Tenochtitlan. Los conquistadores fueron recibidos con regalos hechos de jade y oro. Con la muerte de Moctezuma y de Cuitláhuac, se dieron numerosas decisiones independientes de los jefes indígenas para apoyar o resistir a los españoles, que contribuyeron al fracaso de la organización tributaria nativa. Durante las primeras generaciones de la encomienda, se recibía el pago de los caciques, hasta que se dieron cuenta de la distribución de tasas entre las diversas clases sociales indígenas. Las formas de tributo a fines del siglo XVIII eran entre 11 y 12 categorías: caciques, gobernadores y alcaldes, personas exentas de ambos sexos, ausentes, viudas y solteras, niños y niñas, indígenas casados de edad avanzada, indígenas casados menores de edad, indios casados con mujeres mulatas o ausentes, viudas indígenas y solteros, mujeres indígenas casadas con mulatos y jóvenes indígenas a punto de convertirse en tributarios.p. 212
Entre las principales actividades económicas se destacó la agricultura (y la rotación de cultivos para sembrar la tierra). Se introdujo el algodón, caña, árboles frutales, hortalizas, flores tabaco, trigo, arroz y
olivo. Se introdujo en la ganadería el ganado vacuno, lanar, porcino y caballar. En el sector minero se explotó el jade, el oro y la plata (en palabras de Bernal Díaz del Castillo: “Se tiene suficiente plata para emplatar Madrid”).p. 46
Los indígenas realizaban los trabajos de agricultura, ganadería, minería, manufacturas textiles, artesanías finas. Se le daba un diezmo a la iglesia, había un tributo anual y personal de indios y castas: el
quinto real, entre otros. Se dieron trabajos de encomiendas y repartimiento.p. 46
|                              | Tributario indígenas |               |                          |
| Jurisdicción                 | Antiguo sistema      | Nuevo sistema | Diferencia de porcentaje |
| Chalco-Tlayacapa (1800-1803) | 12 318               | 14 043        | 14                       |
| Coatepec (1799)              | 1 319                | 1 543         | 17                       |
| Coyoacán (1799)              | 3 722                | 4 401         | 18                       |
| Cuautitlán (1797)            | 3 978                | 4 495         | 13                       |
| Ecatepec (1803)              | 2 573                | 3 024         | 17                       |
| Mexicalzingo (ca. 1800)      | 2 222                | 2 518         | 13                       |
| Otumba (1800)                | 1 361                | 1 634         | 20                       |
| Tacuba (1799)                | 6 561                | 7 383         | 13                       |
| Teotihuacán (1804)           | 1 813                | 2 168         | 20                       |
| Texcoco (1802)               | 7 545                | 9 011         | 19                       |
| Xochimilco (1801)            | 4 281                | 4 821         | 13                       |
| Zumpango (1801)              | 1 362                | 1 596         | 17                       |
| México (1800-1801)           | 9 672                | 12 061        | 25                       |

## La administración política de los pueblos
La organización política de los pueblos aztecas, al llegar al valle del Anáhuac, era democrática. Pero podemos especificar una organización fundamentada en una teocracia militar "pero en la que el fin guerrero estaba subordinado al fin religioso y en la que el mismo emperador, más propiamente Tlacatecuhtli, era un sacerdote".
Pero la religión no solo mediaba en la distribución política, también lo hacía en la organización general. Un grupo de linajes o clanes constituían una tribu. Entre los tenochcas había 20 clanes o calpullis, en los cuales los cabecillas de familia elegían un representante (calpullec), encauzado por un consejo de nonagenarios (huehuetque). Los representantes de los calpullis formaban el tlatocan, colectividad que legislaba el gobierno principal de Tenochtitlan. A quien los españoles llamaron rey, era el personaje que ocupaba el puesto supremo entre todos los dirigentes, llamado Tlacatecuhtli (señor de los hombres), también designado Tlatoani. El cargo del Tlacatecuhtli era electivo.p. 182
Aun cuando no existían clases sociales recalcadas, se pueden mencionar las siguientes jerarquías: nobles (pipiltin), entre los cuales estaban los caballeros águila y los caballeros tigre (más formalmente, caballeros ocelote). Los Sacerdotes, que podían descender tanto de una familia humilde como de una distinguida. Los Artesanos, fraccionados en pochtecas (comerciaban fuera de la ciudad) y tlanamacani (que comerciaban en la ciudad). Los Plebeyos o campesinos libres (macehualtin). Los Siervos (mayeques) campesinos que vivían en calidad de siervos. Los Esclavos (tlacotin), generalmente prisioneros de guerra que iban al sacrificio o eran ocupados en diversas tareas. Un hombre podía alcanzar alto rango por medio de sus esfuerzos.

### Principales clases sociales durante la conquista

#### Españoles peninsulares
Ocupaban la cúspide de la pirámide social, los altos cargos burocráticos para involucrarse en el comercio, la agricultura, la ganadería o la minería, el gobierno, los altos cargos eclesiásticos y de actividades comerciales fueron exclusivos la mayor parte de la época para este grupo, el aprovechamiento minero y las mejores tierras de cultivo fueron atesoradas casi durante todo el tiempo que duró el virreinato.p. 40

#### Criollos
Éstos fueron hijos de españoles peninsulares nacidos en América, que gozaron de facilidades para dedicarse al comercio y tener acceso a la educación. Se dedicaron a las palabras intelectuales y artísticas, despreciaban el trabajo manual y glorificaban la particularidad de su pasado, así como la distinción divina entre la relación con los americanos, los valiosos cargos en el gobierno les fueron prescindidos durante algún período, ya que solo los peninsulares podían adquirir los mejores puestos tanto en el gobierno, la iglesia y la maquinaria mercantil que movía el virreinato.p. 40

#### Indígenas
A los pueblos indígenas de la Nueva España, tras la invasión, se les permitió conservar sus costumbres, su organización económica y sus pirámides sociales, eran contratados como mano de obra para trabajar en las tierras de los criollos, pero era algo difícil ya que había múltiples etnias, lenguajes y costumbres. Eran explotados por los peninsulares y no tenían acceso a altos cargos o educación de alto nivel.p. 40

#### Castas sociales
Las castas fueron el resultado de las mezclas raciales que se dieron con el pasar del tiempo en la Nueva España, de esto surge una categorización que se daba a la mezcla de españoles, indígenas, africanos, asiáticos, etc.; este grupo creció y adquirió importancia durante el siglo XVII. Este grupo trató de incorporarse a los españoles o a los indígenas para tener aceptación social, así como oportunidades económicas; sin embargo, fueron las más discriminadas. Dieron a la nueva España y al México actual una diversidad multicultural, tuvieron la facilidad de aprender oficios en las escuelas hechas por los evangelizadores y fueron el sector constitutivo del pueblo mexicano.p. 40
Las siguientes castas surgieron de la mezcla de todas las
clases sociales:
| DE               | CON       | GRUPO            |
| Español          | Indio     | Mestizo          |
| Mestizo          | Española  | Castizo          |
| Castizo          | Española  | Español          |
| Español          | Mora      | Mulato           |
| Español          | Marisca   | Albino           |
| Español          | Tornatrás | Tente en el aire |
| Mulato           | Española  | Morisco          |
| Morisco          | Española  | Chino            |
| Chino            | India     | Salta atrás      |
| Salta atrás      | Mulata    | Lobo             |
| Lobo             | China     | Gíbaro           |
| Gíbaro           | Mulata    | Albarazado       |
| Indio            | Mulato    | Lobo             |
| Indio            | Lobo      | Cambujo          |
| Indio            | China     | Albarazado       |
| Albarazado       | Negra     | Cambujo          |
| Cambujo          | India     | Sambaigo         |
| Cambujo          | Mulato    | Albarazado       |
| Sambaigo         | Loba      | Calpamulato      |
| Calpamulato      | Cambuja   | Tente en el aire |
| Tente en el aire | Mulata    | No te entiendo   |
| No te entiendo   | India     | Tornatrás        |
| Indio            | Negra     | Sambaigo         |
| Indio            | Mestizo   | Coyote           |
| Indio            | Coyote    | indio            |

### Instituciones políticas
La principal institución política en los pueblos españoles era el cabildo o el consejo municipal. Los cabildos en el mundo español constaban de dos cargos: el alcalde y el regidor. Dos alcaldes y cuatro o más regidores eran comunes en cada gobierno municipal. Estos se dedicaban a la administración política de la comunidad, pero los alcaldes también desempeñaban funciones de jueces civiles y penales en los tribunales locales, tenían una autoridad mayor. También había alcaldes indígenas los cuales informaban a la población indígena las nuevas encomiendas y raramente los regidores o alcaldes tenían contacto con los encargados indígenas.p. 170
Al principio se escogía un tlatoani y un gobernador. Tras la muerte de Cuauhtémoc, la dinastía legítima de Tenochtitlan fue restablecida en 1530 con el ascenso al trono de Panitzin (hermano de Montezuma), que fue reconocido como tlatoani y gobernador. Su sucesor fue Tehuetzqui, nieto de Tizoc, el segundo gobernador en 1540 y a principios de la década de 1550. Cuatro años después, tras su muerte, se estableció un nuevo gobierno estableciendo a Esteban de Guzmán (gobernador de Xochimilco) como juez de
residencia indígena. El último gobernador-tlatoani fue Luis de Santa María Cipac, nieto de Ahuitzotl. Con Cipac de gobernador “Ya los nativos de México no serían gobernadores ni regirían en el altepetl de México Tenochtitlan”p. 171

## Educación
Las escuelas durante la Colonización estuvieron en manos de la Iglesia, y estos centros educativos solían asentar próximamente de los templos católicos. Al principio, solo se limitaba educar españoles y criollos, pero en 1523 Pedro de Gante instituyó la primera escuela de oficios para indígenas, llamada la "Escuela de Artes y Oficios de San José de los Naturales". Escaso tiempo después sucedió el establecimiento del colegio
de la Santa Cruz de Santiago de Tlatelolco, dedicado a la educación indígena, pero en un grado a las escuelas de oficios. Los criollos, por su parte, eran aleccionados por jesuitas y agustinos. Estas dos órdenes fundaron en 1576 el
colegio de San Pedro y San Pablo, apoyado por ricos comerciantes cuyos hijos asistían a recibir educación. El Colegio de San Ildefonso, fue misión de los jesuitas y se cristianizó en el mayor centro humanístico del siglo XVIII. Los dominicos asumieron jerarquía en la enseñanza de la doctrina católica y de la teología, al fundar en la Ciudad de México y Puebla los principales seminarios. En 1575 Luis de León Romero, constituyó el Colegio de San Luis, que otorgaba reconocimiento a los sacerdotes dominicos egresados de la institución en toda la orden. El Colegio de las Vizcaínas fue la primera institución laica
consagrada a la educación de mujeres. Así, muchas de las escuelas del país se convirtieron en plantíos de la nueva identidad mexicana y precedentes de la independencia de la Nueva España.p. 42
La imprenta llegó en 1534 y proporcionó la tarea educativa y al mismo tiempo fomento el cultivo de las letras en la Nueva España; a este tiempo corresponden textos cuya calidad les ha permitido sobresalir dentro de la literatura universal; entre los que destacan los escritos por:p. 42
·        Bernardo de Balbuena
·        Juan Ruiz de Alarcón
·        Sor Juana Inés de la Cruz
·        Francisco Xavier Clavijero
·        Francisco Xavier Alegre
·        Carlos de Sigüenza y Góngora.
·        Agustín de Betancourt (teatro)
·        Juan Ruiz de Alarcón (teatro)
·        Francisco Hernández (ciencia)
·        Alonso de Veracruz(ciencia)

## Las reformas borbónicas
Durante esta época de conquista hubo dos familias que lo controlaban todo: Los Habsburgo y los Borbón.p. 43
Los Habsburgo consideraban a los habitantes indígenas de la Nueva España como parte de la monarquía y se preocupan por darle un buen trato a los indígenas: se aplicó un cambio en los sistemas de gobierno, que tendía a considerar a las colonizados de acuerdo con las ideas francesas, no como parte de la monarquía, sino como territorios destinados a la explotación.p. 43
Durante el periodo de los Habsburgo, en la Nueva España se
había creado un sistema político denominado patrimonialista  donde se compraban los cargos públicos, los funcionarios imponían los tributos, se desarrollaban y protegían monopolios y mediante la corrupción se evadía el control de la corona.p. 44
En 1756 fue nombrado el visitador José de Gálvez, con el
encargo de retomar el control político y administrativo de la nueva España y aplicar de manera sistemática las reformas, restarle poder a los grupos, corporaciones e incluso al propio virrey, e incorporar funcionarios adeptos a los propósitos de la Corona.p. 44
En el periodo Borbón el nombramiento del virreinato se concedía a individuos de la nobleza media pero nunca a algún mestizo o de casta
inferior. Cuando Carlos III asumió el poder, se propuso el objetivo de europeizar América re organizando el comercio, la educación, la industria, el ejército y la marina para ello contó con los indígenas como la mano de obra fuerte.p. 44